# Schizopera gligici
Schizopera gligici är en kräftdjursart som beskrevs av Petkovski 1957. Schizopera gligici ingår i släktet Schizopera och familjen Diosaccidae. Inga underarter finns listade i Catalogue of Life.